# Ngưu (họ)
Ngưu là một họ của người Trung Quốc (chữ Hán: 牛, Bính âm: Niu). Họ này đứng thứ 310 trong danh sách Bách gia tính. Về mức độ phổ biến họ Ngưu xếp thứ 98 ở Trung Quốc theo thống kê năm 2006.

## Người Trung Quốc họ Ngưu nổi tiếng
- Ngưu Phụ, tướng dưới quyền Đổng Trác đầu thời Tam Quốc
- Ngưu Kim, tướng nước Tào Ngụy thời Tam Quốc
- Ngưu Tăng Nhụ, quyền thần thời nhà Đường
- Ngưu Tiên Khách, đại thần của Đường Huyền Tông
- Ngưu Cao, tướng nhà Nam Tống
- Ngưu Lạc Hồng, tướng thời nhà Thanh
- Ngưu Kiếm Phong, vận động viên bóng bàn Trung Quốc
- Ngưu Tuấn Phong, diễn viên Trung Quốc